# Ho Baek Lee
Ho Baek Lee, född den 12 juli 1962, är en sydkoreansk författare,  illustratör och förläggare av böcker for barn och unga vuxna. Lee startade ett eget förlag, Jaimimage i Seoul, som per 2012 har givit ut ett 50-tal titlar, varav runt tio är hans egna verk. Hans mest kända böcker är med engelska titlar The Strongest Rooster Ever och While We Were Out, vilka översatts till flera andra språk, den sistnämnda även till svenska under titeln Ensam hemma. 
Lee bor 2012 i centrala Seoul med sin fru, en hund och minnet av avlidna kaniner. Paret har en vuxen son.

## Utmärkelser
- Bccb Blue Ribbon Picture Book Awards för While We Were Out ( 2003)
- Peter Pan-priset 2012 för ”Ensam hemma”[2]